# Coronado (Schiff, 2014)
Die Coronado, auch USS Coronado (Kennung: LCS-4), ist ein Littoral Combat Ship (Fregatte) der Independence-Klasse der United States Navy. Das Schiff ist nach der Stadt Coronado im US-amerikanischen Bundesstaat Kalifornien benannt und die dritte Einheit dieses Namens in der amerikanischen Marine.

## Geschichte
Die spätere Coronado wurde am 17. Dezember 2009 als zweites Schiff der Klasse bei der Werft Austal USA in Mobile im Bundesstadt Alabama auf Kiel gelegt. Der Stapellauf erfolgte am 10. Januar 2012 und die Indienststellung am 4. April 2014 in der Naval Air Station North Island (San Diego).
Am 14. September 2022 wurde das Schiff, nach etwas über acht Dienstjahren, außer Dienst gestellt und in die Reserve überführt.